# Aleksej Igudesman
Aleksej Igudesman in russo Алексей Игудесман? (Leningrado, 22 luglio 1973) è un violinista, compositore, direttore d'orchestra, regista e comico russo.
Si esibisce nel duo comico-musicale Igudesman & Joo.

## Biografia
All'età di 12 anni è stato accettato alla Yehudi Menuhin School in Inghilterra. Dal 1989 al 1998 ha studiato violino con Boris Kuschnir all'Università per la musica e le arti interpretative di Vienna.
Igudesman ha pubblicato vari libri editi da Universal Edition, inclusi Esercizi di Stile, The Catchscratch book e I maiali sanno volare, Celtic & More and Latin & More.
Ha composto due sonate per violino, la seconda dedicata a Julian Rachlin. Le composizioni di Aleksey Igudesman sono state suonate in tutto il mondo dai solisti, insieme alle orchestra, spesso con Igudesman come solista /conduttore, inclusi Kremerata Baltica, Lucerne Symphony Orchestra, Vorarlerg Symphony Orchestra, I Virtuosi Italiani, Tonkünstler Orchestra, Belgrade Symphony Orchestra, Camerata Ducale e molti altri.
In un progetto chiamato Violinisti del mondo, Igudesman ha suonato il suo duetto per violino con Gidon Kremer, Julian Rachlin, Janine Jansen, Pavel Vernikov e Alexandra Soumm. Le poesie di Igudesman sono state recitate da Roger Moore. Con il suo trio d'archi Tryology, ha suonato concerti in tutto il mondo e ha registrato svariati CD per Sony BMG.
In collaborazione col violinista Sebastian Gürtler, Igudesman ha creato Tandem, uno spettacolo comico musicale per due violini e Sebastian, il cyberconduttore per due violini e un'orchestra sinfonica. Collabora inoltre con noti musicisti di musica classica e pop, così come gli attori per creare proiezioni speciali che combinano musica, teatro e comicità. 

## Regista
- Noseland (2012)[3]